# Jens Ferdinand Willumsen
Pour les articles homonymes, voir Willumsen.
 (juillet 2024).
Jens Ferdinand Willumsen, né le 7 septembre 1863 à Copenhague et mort le 4 avril 1958 à Cannes, est un peintre danois.
Inspiré par plusieurs mouvements, d'abord par les naturalistes, puis par les symbolistes et les nabis, Willumsen fait partie du mouvement expressionniste danois. Avant tout peintre, Jens Ferdinand Willumsen excelle aussi dans d'autres branches artistiques comme la sculpture, la gravure, la céramique, l'architecture et la photographie.

## Biographie
Jens Ferdinand Willumsen étudia à la l'Académie royale des beaux-arts du Danemark de 1881 à 1885. Il fut l’un des initiateurs et fondateurs de « L'Exposition libre » (Den Frie Udstilling)  à Copenhague.
Willumsen résida hors du Danemark la plus grande partie de sa vie, et surtout en France, entre autres à Paris (1890-1894) où il subit l'influence de l'École de Pont-Aven au contact de Paul Gauguin, et du symbolisme auprès d'Odilon Redon. Son style subit différentes transformations avant d’aboutir à un mode expressionniste où il illustre dans des tons saturés le rapport intense de l’homme à la nature (Peur de la nature ; Après la tempête, 1916).
Il est l'auteur du tableau intitulé Deux Bretonnes marchant (1890), qui est devenu le tableau le plus célèbre de l'École de Pont-Aven en étant reproduit à des millions d'exemplaires sur les boîtes de galettes de Pont-Aven.

## Œuvres dans les collections publiques

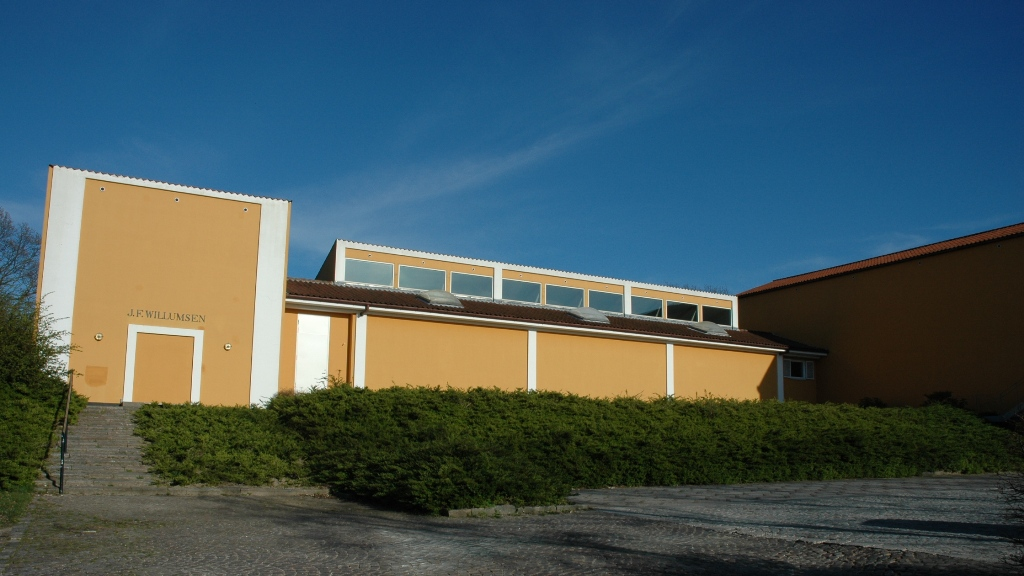
Le musée Willumsen à Frederikssund.

La production de Willumsen est riche de plus de cinq cents œuvres dont :
- Au Danemark
  - Copenhague, Statens Museum for Kunst :
    - Soleil sur la montagne, 1902 ;
    - Une Alpiniste, 1904 ;

  - Frederikssund, musée Willumsen :
    - Deux Bretonnes marchant – Bretagne, 1890 ;
    - Urne funéraire aux fleurs de pavot, 1897 ;
    - Peur de la nature – Après la tempête, 1916 ;
    - Le Grand Relief, 1893-1928 ;
    - Trilogie de Titien mourant, 1935-1938.

## Expositions
- Charlottenborg 1884 à 1889 ;
- Paris, Exposition universelle de 1889 ;
- Paris, Salon de 1889 ;
- Paris, Salon de la Société nationale des beaux-arts, 1890, 1893, 1903, 1904 ;
- Paris, Salon des indépendants, 1891, 1893 ;
- Copenhague, Den frie Udstilling, 1891, 1992, 1894 à 1898, 1900, 1902 à 1905, 1908, 1910à 1916, 1918, 1920, 1922, 1930, 1935 à 1937, 1939, 1941, 1947, 1949, 1950, 1952, 1953, 1959 ;
- Chicago, The Glasgow School Artists of Denmark, 1895 ;
- Stockholm, Konst- och Industriutst.[Quoi ?], 1897 ;
- Paris, Exposition universelle de 1900 ;
- Århus, 1909;
- Munich, Glaspalast, 1909, 1913 ;
- Berlin, Dä. Ausst.[Quoi ?], 1910, 1911 ;
- Rome, Exposition universelle de 1911 ;
- Brighton, Modern Da. Artists[Quoi ?], 1912 ;
- New York, Contemporary Scandinavian Art, 1912 , 1913 ;
- Göteborg, Nord. Kunst, 1923 ;
- Stockholm, m.fl.[Quoi ?], Nord. grafik[Quoi ?], 1924, 1925 ;
- Paris, Exposition des Arts décoratifs, 1925 ;
- Brooklyn, National Exhibition, 1927 ;
- Helsingfors, Målarkonst, 1928 ;
- Paris, L'art danois, 1928 ;
- Kiel, Nord. Art, 1929 ;
- Oslo, 1931 ;
- Stockholm og Helsingfors[Quoi ?], Interskand. grafisk konst.[Quoi ?], 1931 ;
- Copenhague, 1937 ;
- Venise, 1932, 1936, 1938 ;
- Londres, Nordic Grafik Union, 1938 ;
- Helsingfors, 1939 ;
- Oslo, Kunstudst., 1946 ;
- Londres, Art Treasures, 1948 ;
- Reykjavik, Nord. Kunstforbund, 1948 ;
- Helsingfors, 1950 ;
- Paris, salle Volney, exposition des artistes danois en France, 1951 ;
- Paris, musée national d'art moderne, Les sources du XXe siècle, 1960 ;
- Lyngby-Taarbæk, Sophienholm (en), 1980 ;
- Toronto, The mystic North, 1984 ;
- Londres, Hayward Gallery, Dreams of a Summer Night, 1986 ;
- endv. talrige udst. på Willumsens Mus.[Quoi ?], Den frie Udstilling, 1988 ;
- Berlin, Salon Schulte, 1906 ;
- Göteborg, 1906 ;
- Kbh.[Quoi ?], Kunstforen., 1906, 1950, 1992 ;
- Stockholm, Konstnärshuset, 1907 ;
- Kristiania, 1923 ;
- Den frie Udstilling, 1923, 1934, 1947 ;
- Paris, galerie Armand Mouant, 1930 ;
- Paris, galerie Bernheim-Jeune, 1931 ;
- Oslo, Kunstnernes Hus, 1934 ;
- Oslo, Nasjonalgal., 1947 ;
- Oslo, Kunstnerforb., 1958, 1963 ;
- Lund Univ., Skånska Konstmus., 1953 ;
- Frederikssund, musée Willumsen, 1965, 1976, 1986, 1990, 1992, 1996, 1997 ;
- Stockholm, galerie Thiel, 1969 ;
- Paris, musée d'Orsay, exposition de 80 toiles, des photographies et des céramiques, 2006 ;
- Copenhague, Ordrupgaard, Over grænser, 2006 ;
- Copenhague (Ishoj), Arken, Farver & Striber, 2018-2019.